# Power rack
Il power rack (anche conosciuto come: power cage, squat cage, squat rack o gabbia per lo squat) è un attrezzo per l'allenamento con i pesi ed è utilizzato soprattutto nel power lifting e nel culturismo. 
Esso è disegnato per l'allenamento con pesi liberi, un atleta può quindi utilizzare un bilanciere all'interno del power rack, senza restrizioni di traiettoria.

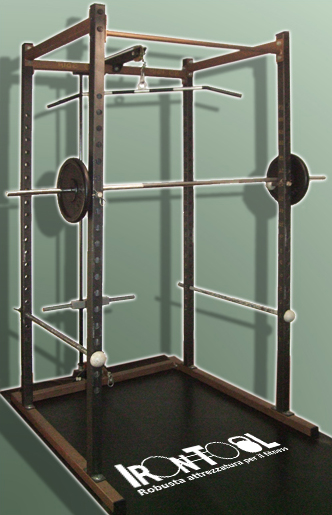
Un power rack

## Descrizione generale
Il power rack è costituito da quattro assi verticali collegati fra loro in modo da formare un parallelepipedo. In questi ultimi sono presenti dei fori di generose dimensioni nei quali è possibile inserire barre di sicurezza e supporti bilanciere, a varie altezze.
Le barre di sicurezza sono fatte di acciaio tondo pieno che varia da un minimo di 24 ad un massimo 30 millimetri di diametro. Esse inserite all'interno dei fori degli assi verticali, hanno la funzione di salvaguardare l'incolumità dell'atleta durante l'esecuzione degli esercizi.
Per esempio nella distensione su panca, le barre di sicurezza sono messe all'altezza del petto dell'atleta in modo che, in caso di alzata fallita, il bilanciere non gli possa cadere sopra ferendolo. Questo permette di allenarsi con grossi carichi diminuendo il rischio di infortuni.
Le barre di sicurezza sono inoltre usate per limitare il raggio di movimento degli esercizi e poter quindi caricare più peso rispetto all'esercizio completo.

## Storia
Il primo rack in legno fu costruito da Bob Peoples nella metà degli anni 1940. Grazie al suo allenamento, di cui il rack era la parte fondamentale, Peoples che pesava 84 kg, registrò un record di sollevamento pesi pari a 326 kg di stacco da terra. Il suo record venne battuto solo negli anni 1960 da Terry Todd che si allenava anch'egli con il power cage e fece il nuovo record di 328 kg di stacco da terra.
Negli anni sessanta il power rack divenne famoso anche grazie ad un articolo scritto dallo stesso Terry Todd e dal dott. Craig Whitehead. I due spiegavano come allenarsi nel power rack ed esponevano il loro metodo The Theory of Maximum Fatigue. Da quel periodo il power rack cominciò ad essere prodotto in serie. 
Negli anni 1970 Arthur Jones inventò delle macchine per allenamento che ebbero una larghissima diffusione grazie al film Pumping Iron. La peculiarità di queste macchine era il fatto di avere una traiettoria fissa ed un carico costante durante tutta l'esecuzione dell'esercizio.
Il fascino di queste macchine ed il loro facile utilizzo, fu tale che ogni palestra cominciò a utilizzare tali attrezzature dimenticando i vantaggi dell'allenamento con i pesi liberi.
Il power rack venne surclassato da questa moda ma continuò ad essere utilizzato soprattutto nel sollevamento pesi.
I power rack di oggi non sono molto differenti da quelli prodotti in passato: malgrado qualche accessorio in più, in sostanza il rack rimane sempre lo stesso con le medesime funzioni. 
Il power rack sono sempre più richiesti per l'allestimento di palestre, sia commerciali che casalinghe, dato il basso ingombro, l'economicità ed i vantaggi sempre più conosciuti dell'allenamento con i pesi liberi.

## Modi di utilizzo
Gli esercizi che possono essere eseguiti in un power cage sono molteplici. Fra i principali ci sono lo squat, la bench press, le trazioni, il barbell row.
La varietà degli esercizi è limitata soltanto dalla preparazione e dalla fantasia dell'utilizzatore. Non di rado si vedono accessori artigianali inseriti all'interno del rack come: cavi e carrucole, elastici, anelli e persino le parallele.